# 九人禁闭室
《九人禁闭室》（英語：House of 9）是一部2004年心理恐怖片，由史帝文·R.·蒙羅執導，丹尼斯·霍珀和凯莉·布鲁克主演，2004年5月20日在戛纳电影节首映，DVD於2006年2月14日在美國發行。

## 剧情
九个陌生人被绑架到一个密闭房子内，一個神秘人说只有一个人可以活着離開房子并贏得500萬美元。